# Kako se je možila veverica
Kako se je možila veverica je slovenska ljudska pripovedka, ki jo je zapisala Jelena Žökš. Gre za otroško slikanico, namenjeno otrokom od sedmih let dalje.

Pripovedka je bila prvič izdana leta 2005 pri založbi Ajda.

## Obnova
Veverica si je iskala partnerja. Vanjo se je zaljubil ježek in ji ves čas  prinašal sadeže iz okolice v želji, da bi ga  omožila. Veverica je popustila in privolila v poroko z njim, ker ji je obljubil, da bo dober mož. Priredila sta veliko gostijo na katero sta povabila skoraj vse gozdne prebivalce.
Po gostiji sta veverica in ježek odšla spat na smreko. Tedaj pa veverica reče ježu, da se naj umakne, ker jo bode. Jež, ki je obljubil, da bo dober mož, se malce premakne. Vendar veverico še kar bode, zato se jež ponovno premakne. Ko ga veverica še tretjič prosi, da naj se umakne, ježek nerodno pade na tla. Od takrat naprej ježi ne plezajo po drevesih.
Veverica je za drugega moža vzela veveričjega samca. Tudi on ni bil po njenem okusu, zato ga je neke noči porinila iz gnezda. Vendar samec ni padel na tla, ampak se je s kremplji obdržal na veji, od koder je vpil na samico. Še do danes se nista pomirila in zato vedno, ko se srečata, kričita drug na drugega.

## Analiza pripovedke
Zgradba pripovedke - temelji na zapletu, ki se nato hitro, nesrečno razplete

Pripovedovalec - tretjeosebni

Dogajalni prostor - gozd

Dogajalni čas - v davnih časih, ko je veverica iskala moža

Glavni literarni liki - veverica, veveriček, jež

Stranski literarni liki - gozdne živali

### Analiza pripovedke po Brunu Bettelheimu
Bruno Bettelheim pravi, da otroke bolj prevzamejo pravljice ljudskega izvora, saj le te izhajajo in njegovega dejanskega čustvenega in psihološkega stanja.

Na začetku pravljice se srečamo z glavno osebo veverico, ki je osamljena in išče primernega ženina. Po Bettelheimu gre za eksistencialni problem (eksistencializem), ki je jasno in zgoščeno prikazan. Vsi liki, ki se pojavijo v pravljici, nimajo imen. Iz tega sklepamo, da pravljica pripoveduje o sleherniku.
 
Jasno so izrisani pomembni dogodki, vse podrobnosti pa so izpuščene. Tako vemo, da sta se jež in veverica oženila, da sta imela svatbo, kako pa je le ta izgledala, je prepuščeno naši domišljiji.
 
S pojavljanjem drugih dveh glavnih likov (ježa in veveričjega samca), opazimo razmerje med dobrim in zlem. Veverica je nosilka negativnih vrednot, nadutosti, samovšečnosti, izbirčnosti, ki jo na koncu privedejo do dolgočasnega životarjenja. Prav pred temi vrednotami nas posredno svari pravljica. Nikjer se ne pojavi dogodek, ki bi jasno, neposredno podal rešitev ali nauk, ampak je vedno le ta nakazana. Bettelheim pravi, da z nakazanjem rešitve otroka usmerimo v razmišljanje o njegovem lastnem razvoju.
 
Nosilca veverici nasprotnih značajskih lastnosti sta jež in veveričji samec. Oba lika sta preprosta, delovna, dobrosrčna (kar je izrazito prikazano pri ježu). Oba sledita svoji notranji dobroti (svojemu nadjazu po Freudu) in sreča jima je zagotovljena. Veverica pa svojega življenja ne obvlada, misli na užitek in se ni sposobna odzvati in sprejeti višjo vrednoto, ljubezen.

Pravljica vsebuje pravljične prvine.

Vsi dogodki v pravljici so prikazani kot običajni, čeprav so neverjetni in nemogoči (plezanje ježa na drevo, poroka med ježem in veverico …)

Srečamo se tudi s pravljičnim številom, saj nastopajo tri glavne osebe.

Čas in kraj v pravljici nista določena, ampak gre za edinstven pravljični čas.

Pravljica vsebuje dva zapleta, dva vrha in razplet. Prvi zaplet je iskanje prvega partnerja, kateremu sledi vrh - svatba z ježem. Drugi zaplet je drugo iskanje partnerja in vrh - svatba z veveričjim samcem. Vsemu temu sledi razplet (veverica zaradi svoje izbirčnosti ostane brez partnerja).
Bruno Bettelheim : » Pravljica nam prepušča vse odločitve, vključno s to, ali se sploh hočemo odločati. Nam je prepuščeno, ali želimo pravljico kakor koli uporabiti v svojem življenju ali pa samo uživati v fantastičnih dogodkih. Prav naš užitek nas napelje, da se, kadar smo sami pripravljeni, odzovemo na skrite pomene, ki se morda nanašajo na našo življenjsko izkušnjo in trenutno stopnjo razvoja osebnosti«.

## Motivno – tematske povezave
Konflikt med možem in ženo lahko zasledimo tudi v pravljicah Janko in Metka; Žalik žena; Oče je kupil zvonec, mati pa lonec; Fižolček, ogelček in slamica.
Tematsko podobne pravljice so Kako se je ježek ženil; Vrag se ženi.